# Прикаспийская коммуна
«Прикаспи́йская комму́на» — общественно-политическая газета Атырауской области, Казахстан. Издаётся и печатается КГП «Атырау-ақпарат». Подписной индекс: 65425

## История
Газета начала выходить с 26 февраля 1920 года под названием «Трудовая Правда» как орган оргбюро Гурьевского уездкома РКП(б) и уездного ревкома. Первым редактором и издателем был Федор Голованов. 
С 6 января 1924 года она получает новое название — «Рабочая Правда». В течение второй половины 1925 года «Рабочая правда» выходила как орган Чапаевского укома, уисполкома и укоргбюро.
«Рабочая правда» с того времени была уже четырёхполосной и стала выходить дважды за неделю. Подписывал её ответственный редактор С. Возняк, а позднее — Флейс.
В 1933 году в связи с учреждением, по тогдашним принципам административно-территориального деления, Гурьевского округа, «Рабочую правду» переименовали в «Прикаспийскую коммуну». С этим названием газета выходит в свет по сию пору. Ответственными редакторами газеты до Великой Отечественной войны и после неё были М.И. Матвеев и П.И. Богданов.
В середине 1940-х ЦК ВКП(б) направил редактором «Прикаспийской коммуны» С.В. Вернова известного журналиста-„правдинца“.
В 1963—65 годах, в связи с хрущевскими реформами (разделение Казахской ССР на края, расчленение обкомов на промышленные и сельскохозяйственные, учреждение т.н. совнархозов и т.п.), «Прикаспийская коммуна» не выходила. Ведущие сотрудники разъехались по стране в поисках «литературной работы».
В марте 1965 года наступило второе рождение «Прикаспийской коммуны». Руководителем её стал И.П. Свербихин — бессменный редактор в течение 17 лет.
С 1982 года редакционный коллектив газеты возглавлял И.Н. Свидин. В связи с уходом на пенсию в 1995 году его место ненадолго занял Ф.Н. Перов. В следующий год главным редактором стала Л.М. Монастырская, которая возглавляла областную газету «Прикаспийская коммуна» до декабря 2002 года.
С 2002 года главным редактором общественно-политической газеты Атырауской области является В.М. Шигаев.
С 2010 года главным редактором общественно-политической газеты Атырауской области является Р.М. Кульмагамбетов.
С 2014 года "Прикаспийскую коммуну" возглавила Насип Шалабаева.
В феврале 2024 года главным редактором газеты стала Надежда Тулина.

## Факты
В течение ряда лет литсотрудником, завотдела, заместителем главного редактора была Мира Богословская — мать известного казахстанско-российского кинорежиссёра Тимура Бекмамбетова.
В 1949 году в газете публиковал свои первые литературные заметки о жизни колхозников народный писатель Калмыкии Тимофей Бембеев.

## Внешние ссылки
- Электронная версия «Прикаспийской коммуны»